# Karl Löwrick
Karl Löwrick (8 de noviembre de 1894 - 8 de abril de 1945) fue un general alemán en la Wehrmacht durante la II Guerra Mundial. Fue condecorado con la Cruz de Caballero de la Cruz de Hierro con Hojas de Roble de la Alemania Nazi. Löwrick murió el 8 de abril de 1945 en un accidente en Pillau.

## Condecoraciones
- Cruz de Hierro (1914) 2ª Clase (9 de mayo de 1915) & 1ª Clase (18 de septiembre de 1917)[1]
- Broche de la Cruz de Hierro (1939) 2ª Clase (14 de junio de 1940) & 1ª Clase (20 de junio de 1940)[1]
- Cruz de Caballero de la Cruz de Hierro con Hojas de Roble
  - Cruz de Caballero el 5 de agosto de 1940 como Oberstleutnant y comandante del III./Infanterie-Regiment 272[2]
  - 247ª Hojas de Roble el 17 de mayo de 1943 como Oberst y comandante del Grenadier-Regiment 272[3]